# Cuchilla del Perdido
Cuchilla del Perdido es una localidad uruguaya del departamento de Soriano.

## Ubicación
La localidad se encuentra situada en la zona sureste del departamento de Soriano, sobre la cuchilla de igual nombre, 22 km al noreste de la ciudad de Cardona, y con acceso en la ruta 57 en su km 3.

## Historia
El nombre proviene debido a su geografía ya que se pueden visualizar en ella diversas cuchillas. El Perdido abarca una zona muy grande la cual comprende Altos del Perdido, Bajos del Perdido y Cuchilla del Perdido. El nombre El Perdido proviene aproximadamente desde 1810 cuando comenzó la revolución en la Banda Oriental, presumiéndose que en lo que hoy se conoce como Paso del Perdido se encontraba un campamento de indios que pertenecían al Ejército Artiguista, atacando a los mensajeros del bando contrario y de esta manera perdiéndose la información que estos llevaban.
Estos campos según el libro "Evolución Económica de la Banda Oriental" de Lucía Sala de Touron forman una actividad económica muy anterior a 1719 según testigos, perteneciendo en esta época a Gerónimo Escobar (los Escobares), por lo que Zabala los desalojó en 1721 y se las trapasó a Melchor y Francisco Albín.
Los descendientes de estos últimos tuvieron este territorio hasta ya entrado 1900 figurando como los que vendieron el campo en el que hoy se encuentra la Capilla Nuestra Señora de Fátima de Cuchilla del Perdido a la diósesis.
También se puede mencionar en la historia de este territorio al Reglamento de Tierras de 1815, ya que Artigas desalojó a los Albín debido a que generaban un riesgo para la vida de los indios minuanes y guaraníes, expropiándoles las tierras para hacer un nuevo reparto de ellas, las cuales les fueron devueltas a los Albín en 1822.
En esta localidad se encuentra la escuela Número 22, la cual cumplió 80 años en 2007 y comprende un agrupamiento de tres escuelas que se formó en el año 1995.
En julio de 2005 se inauguró un grupo de viviendas del plan MEVIR, en el paraje conocido como Cuchilla del Perdido, el cual lleva a que se forme un núcleo de zona urbana.

## Población
Según el censo de 2011 la localidad contaba con una población de 36 habitantes, no existiendo datos anteriores a ese año.
| --            | 36 |
| (Fuente: INE) |    |